# Parròquia de Sece
La Parròquia de Sece (en letó: Seces pagasts) és una unitat administrativa del municipi de Jaunjelgava, al sud de Letònia. Abans de la reforma territorial administrativa de l'any 2009 pertanyia al raion d'Aizkraukle.

## Pobles, viles i assentaments
- Sece (centre parroquial)
- Biķernieki
- Dalbes
- Kaļandri
- Kampāni
- Pinkas
- Purviņi
- Škutāni
- Šļūkas
- Ziedāni

## Hidrografia

### Rius

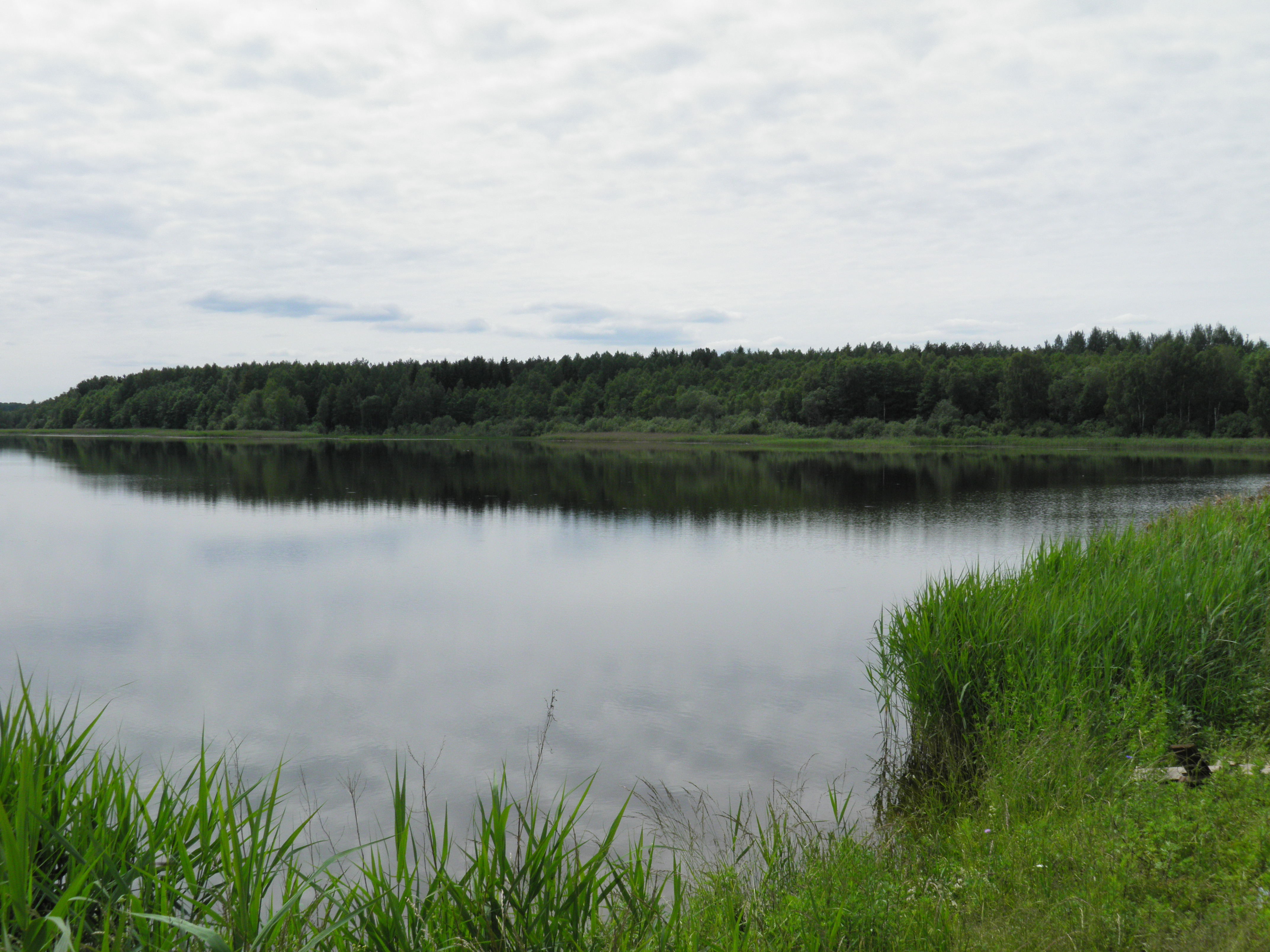
Estany Lāčpurva

- Daugava
- Lauce
- Pālupīte
- Secene

### Llacs i embassaments
- Estany Dancenes
- Estany Lāčpurva
- Estany Nātraines
- Estany Skolas
- Estany Pinku
- Estany Centra